# Micropterygium campanense
Micropterygium campanense là một loài Rêu trong họ Lepidoziaceae. Loài này được Spruce ex Reimers mô tả khoa học đầu tiên năm 1933.